# Liga Húngara de Basquetebol de 2024-25
A Temporada da Liga Húngara de Basquetebol de 2024-25, oficialmente Nemzeti Bajnoksag I/A 2024-25 (em português:  Campeonato Nacional 1ª divisão), foi a 94ª edição da competição de primeiro nível do basquetebol masculino na Hungria. A equipe do Falco KC Szombathely, que na temporada anterior, conquistou seu sexto título nacional, sendo o quarto em sequência, defendia seu título.

## Equipes participantes
Com o rebaixamento de Kaposvári KK, coube ao PVSK-VEOLIA, campeão do Grupo Vermelho da NB I/B substituí-lo dentre os quatorze integrantes da Liga na atual temporada. 
|         | Clube                                | Cidade         | Arena                               | Capacidade |
| ------- | ------------------------------------ | -------------- | ----------------------------------- | ---------- |
|         | Alba Fehérvár                        | Székesfehérvár | Vodafone Sportcsarnok               | 2,400      |
|         | Atomerőmű SE Paks                    | Pécs           | ASE Sportcsarnok                    | 1,200      |
|         | DEAC                                 | Debrecen       | Oláh Gábor Sports Hall              | 1.000      |
|         | Duna Aszfalt-DTKH Kecskemét          | Kecskemét      | Messzi István Sportcsarnok          | 1,600      |
|         | Egis Körmend                         | Körmend        | Városi Sportcsarnok                 | 2,200      |
|         | Endo Plus Service-Honvéd             | Budapeste      | Ludovika Aréna                      | 1 350      |
|         | Falco-Vulcano Energia KC Szombathely | Szombathely    | Arena Savaria                       | 4,000      |
|         | MVM-OSE Lions                        | Oroszlanyi     | Krajnyik „Akác” András Sportcsarnok | 1 465      |
|         | NHSZ-Szolnoki Olajbányász            | Szolnok        | Tiszaligeti Sportcsarnok            | 3 000      |
|         | NKA Universitas Pécs                 | Pécs           | Nemzeti Kosárlabda Akadémia         | 412        |
| Aumento | PVSK-Veolia                          | Pécs           | Lauber Dezső Sportcsarnok           | 1,983      |
|         | Sopron KC                            | Sopron         | MKB Aréna Sopron                    | 1,316      |
|         | SZTE-Szedeák                         | Szeged         | Újszegedi Sportcsarnok              | 3,200      |
|         | Zalaegerszegi TE                     | Zalaegerszeg   | Városi Sportcsarnok                 | 1.800      |

Legenda
- Campeão húngaro na temporada 2023-24
- Campeão da Copa da Hungria na temporada 2023-24
- Promovido da NB I/B de 2023-24

## Temporada regular

### Tabela de classificação
fonte: hunbasket.hu

### Partidas disputadas
| ↓Casa\Visitante→                     | ALB    | ATO    | DEA    | FAL    | KÖR    | DUN    | END     | NKA    | MVM    | PVS    | SOP    | SZT    | NHS     | ZAL    |
| ------------------------------------ | ------ | ------ | ------ | ------ | ------ | ------ | ------- | ------ | ------ | ------ | ------ | ------ | ------- | ------ |
| Alba Fehérvár                        |        | 75–82  | 88–71  | 73–100 | 114–86 | 86–88  | 97–88   | 102–78 | 97–76  | 123–84 | 107–88 | 110–85 | 84–101  | 97–92  |
| Atomerőmű SE Paks                    | 92–85  |        | 82–78  | 70–85  | 88–76  | 91–77  | 94–79   | 102–81 | 104–85 | 103–88 | 97–92  | 109–76 | 110–77  | 88–71  |
| DEAC                                 | 81–74  | 54–82  |        | 65–87  | 66–82  | 62–70  | 84–66   | 68–78  | 89–67  | 75–68  | 75–57  | 73–51  | 82–69   | 68–62  |
| Falco-Vulcano Energia KC Szombathely | 103–83 | 87–77  | 85–47  |        | 91–81  | 102–60 | 121–118 | 91–81  | 101–67 | 94–58  | 100–82 | 95–75  | 101–73  | 78–62  |
| Egis Körmend                         | 75–93  | 81–95  | 80–85  | 75–105 |        | 82–80  | 93–87   | 106–95 | 103–71 | 91–84  | 85–89  | 83–77  | 103–101 | 91–78  |
| Duna Aszfalt-DTKH Kecskemét          | 98–79  | 68–86  | 78–80  | 67–98  | 81–97  |        | 76–78   | 63–80  | 84–75  | 69–78  | 75–72  | 70–74  | 72–80   | 92–86  |
| Endo Plus Service-Honvéd             | 72–89  | 60–91  | 68–80  | 67–89  | 83–84  | 58–87  |         | 79–84  | 81–77  | 89–72  | 64–73  | 71–50  | 77–86   | 101–70 |
| NKA Universitas Pécs                 | 79–70  | 61–78  | 68–80  | 61–86  | 87–96  | 82–64  | 55–72   |        | 81–73  | 104–71 | 81–70  | 91–66  | 75–82   | 92–90  |
| MVM-OSE Lions                        | 97–93  | 74–95  | 76–83  | 69–102 | 77–103 | 94–62  | 73–77   | 69–80  |        | 79–78  | 68–80  | 90–83  | 80–74   | 83–78  |
| PVSK-Veolia                          | 88–97  | 81–103 | 68–84  | 73–122 | 91–82  | 88–76  | 89–92   | 91–94  | 71–78  |        | 91–85  | 90–79  | 88–99   | 82–98  |
| Sopron KC                            | 86–70  | 96–101 | 80–79  | 76–89  | 92–84  | 87–79  | 81–64   | 95–62  | 101–79 | 96–71  |        | 87–67  | 71–75   | 91–60  |
| SZTE-Szedeák                         | 71–86  | 75–89  | 74–85  | 82–87  | 92–94  | 70–80  | 57–75   | 73–65  | 80–69  | 78–77  | 69–67  |        | 71–83   | 77–89  |
| NHSZ-Szolnoki Olajbányász            | 96–87  | 97–90  | 80–67  | 77–99  | 101–95 | 75–69  | 83–72   | 91–92  | 78–71  | 91–80  | 75–70  | 94–77  |         | 66–76  |
| Zalaegerszegi TE                     | 95–91  | 86–90  | 103–84 | 68–91  | 99–80  | 70–67  | 104–85  | 99–75  | 90–78  | 101–72 | 108–85 | 103–70 | 86–83   |        |

fonte: hunbasket.hu e eurobasket/Hungary

## Playoffs

### Quartas de finais
| Time 1                               | Série | Time 2           | 1º Jogo  | 2º Jogo   | 3º Jogo  | 4º Jogo  | 5º Jogo |
| ------------------------------------ | ----- | ---------------- | -------- | --------- | -------- | -------- | ------- |
| Falco-Vulcano Energia KC Szombathely | 3 - 1 | Alba Fehérvár    | 101 - 76 | 112 - 120 | 110 - 74 | 102 - 95 | -       |
| DEAC                                 | 1 - 3 | Zalaegerszegi TE | 54 - 82  | 86 - 91   | 78 - 77  | 72 - 80  | -       |
| Atomerőmű SE Paks                    | 3 - 1 | Sopron KC        | 94 - 66  | 73 - 78   | 74 - 64  | 87 - 85  | -       |
| NHSZ-Szolnoki Olajbányász            | 3 - 0 | Egis Körmend     | 93 - 78  | 86 - 73   | 116 - 77 | -        | -       |

### Semifinais
| Time 1                               | Série | Time 2                    | 1º Jogo | 2º Jogo | 3º Jogo  | 4º Jogo | 5º Jogo |
| ------------------------------------ | ----- | ------------------------- | ------- | ------- | -------- | ------- | ------- |
| Falco-Vulcano Energia KC Szombathely | 3 - 0 | Zalaegerszegi TE          | 94 - 62 | 97 - 77 | 85 - 64  | -       | -       |
| Atomerőmű SE Paks                    | 1 - 3 | NHSZ-Szolnoki Olajbányász | 88 - 96 | 91 - 94 | 100 - 82 | 90 - 86 | -       |

### Decisão de terceiro lugar
| Time 1            | Série | Time 2           | 1º Jogo | 2º Jogo | 3º Jogo | 4º Jogo | 5º Jogo |
| ----------------- | ----- | ---------------- | ------- | ------- | ------- | ------- | ------- |
| Atomerőmű SE Paks | 3 - 1 | Zalaegerszegi TE | 94 - 73 | 73 - 79 | 82 - 66 | 89 - 79 | -       |

### Final
| Time 1                               | Série | Time 2                    | 1º Jogo | 2º Jogo | 3º Jogo | 4º Jogo | 5º Jogo |
| ------------------------------------ | ----- | ------------------------- | ------- | ------- | ------- | ------- | ------- |
| Falco-Vulcano Energia KC Szombathely | 3 - 0 | NHSZ-Szolnoki Olajbányász | 73 - 93 | 79 - 81 | 79 - 98 | -       | -       |

### Premiação
| NB I/A de 2024-25                     |
| Hungria                               |
| ------------------------------------- |
| NHSZ-Szolnoki Olajbányász (9° título) |

## 5º ao 8º lugares

### Semifinais
| Time 1       | Série | Time 2        | 1º Jogo | 2º Jogo  | 3º Jogo   |
| ------------ | ----- | ------------- | ------- | -------- | --------- |
| DEAC         | 2 - 0 | Alba Fehérvár | 97 - 84 | 102 - 98 | -         |
| Egis Körmend | 2 - 1 | Sopron KC     | 79 - 72 | 75 - 84  | 107 - 106 |

### Decisão de 7º lugar
| Time 1    | Série | Time 2        | 1º Jogo  | 2º Jogo   | 3º Jogo  |
| --------- | ----- | ------------- | -------- | --------- | -------- |
| Sopron KC | 2 - 1 | Alba Fehérvár | 103 - 86 | 109 - 111 | 100 - 88 |

### Decisão de 5º lugar
| Time 1 | Série | Time 2       | 1º Jogo  | 2º Jogo | 3º Jogo |
| ------ | ----- | ------------ | -------- | ------- | ------- |
| DEAC   | 2 - 0 | Egis Körmend | 106 - 78 | 97 - 76 | -       |

## Playouts

### Partidas disputadas
| ↓Casa\Visitante→            | DUN   | END   | MVM   | NKA   | PVS   | SZT    |
| --------------------------- | ----- | ----- | ----- | ----- | ----- | ------ |
| Duna Aszfalt-DTKH Kecskemét |       | 83-79 | 94-92 | 83-91 | 99-82 | 76-67  |
| Endo Plus Service-Honvéd    | 72-71 |       | 77-73 | 83-77 | 78-76 | 80-84  |
| MVM-OSE Lions               | 86-68 | 82-72 |       | 85-75 | 87-88 | 70-81  |
| NKA Universitas Pécs        | 90-51 | 84-72 | 89-74 |       | 90-80 | 78-52  |
| PVSK-Veolia                 | 83-89 | 72-79 | 85-89 | 86-98 |       | 108-84 |
| SZTE-Szedeák                | 68-64 | 84-83 | 84-67 | 65-48 | 79-73 |        |

### Rebaixamento
Com a última colocação nos Playouts, a recém promovida equipe de Pécs, o PVSK-VEOLIA, amargou novo rebaixamento e por critérios desportivos deve disputar a NB I/B na temporada 2025-26.

## Clubes húngaros em competições internacionais
| Clube             | Competição        | TR | TR | PO | PO | PO | Resultado                                                           |
| Clube             | Competição        | V  | D  | V  | E  | D  | Resultado                                                           |
| ----------------- | ----------------- | -- | -- | -- | -- | -- | ------------------------------------------------------------------- |
| Falco Szombathely | Liga dos Campeões | 3  | 3  | -  | -  | -  | Classificado - como 2º colocado no Gr. F da temporada regular       |
| Falco Szombathely | Liga dos Campeões | -  | -  | 2  | -  | 1  | Classificado - vencendo Maccabi Ramat-Gan (88-81, 69-76, 106-100)   |
| Falco Szombathely | Liga dos Campeões | 0  | 6  | -  | -  | -  | Eliminado - como 4º colocado no Gr. L da segunda fase               |
| Alba Fehérvár     | Copa Europeia     | -  | -  | 1  | -  | 1  | Classificado - vencendo o Prievidza (85-102,104-84 +3 no somatório) |
| Alba Fehérvár     | Copa Europeia     | 3  | 3  | -  | -  | -  | Eliminado - como 3º colocado no Gr. F da temporada regular          |
| Szolnoki Olaj     | Copa Europeia     | 0  | 6  | -  | -  | -  | Eliminado - como 4º colocado no Gr. I da temporada regular          |